# 肖恩·兰普利
肖恩·詹姆斯·兰普利（英語：Sean James Lampley，1979年9月3日—），美国NBA联盟职业篮球运动员。他在2001年的NBA选秀中第2轮第44顺位被芝加哥公牛选中。